# 约翰·C·阿奎利诺
约翰·克里斯托弗·阿奎利诺（英語：John Christopher Aquilino；1961年—）是美国海军上将退役，曾任美国印度洋－太平洋司令部司令。此前，他任美国太平洋舰队司令、第五舰队司令和美国海军联合海上部队司令。

## 生平
1961年，约翰·克里斯托弗·阿奎利诺出生在美国纽约州亨廷顿。1984年，约翰·克里斯托弗·阿奎利诺毕业于美国海军学院，取得物理学学士学位。随后，他参加了飞行训练，1986年8月取得了飞行员资格，他还在美国海军战斗机武器学校（联合部队参谋学院）学习，并且完成了哈佛大学肯尼迪政府学院国家和国际安全方面的高管教育课程。
约翰·克里斯托弗·阿奎利诺驾驶过雄猫和大黄蜂等战斗机，他曾在美国海军第41战斗攻击机中队和美国海军第142战斗攻击机中队服役，他曾是航空母舰二号联队、第11攻击战斗机中队、航空母舰打击群和乔治·H·W·布什号航空母舰上“红色开膛手”（Red Rippers）的指挥官。约翰·克里斯托弗·阿奎利诺参加了拒绝飞行行动、1995年北约轰炸波黑、南方守望行动、高贵之鹰行动、伊拉克战争和阿富汗战争。
在岸上，约翰·克里斯托弗·阿奎利诺曾出任大西洋打击武器和战术学校作战官；海军作战部副部长助理；国防部长法律事务办公室武器系统和先进发展特别助理；大西洋舰队海军空军司令部空中联队预备和训练主任；美国舰队司令部指挥官执行助理。
2018年5月17日，约翰·克里斯托弗·阿奎利诺出任美国太平洋舰队司令，是1941年2月珍珠港舰队总部成立以来的第36任司令。2021年4月30日，约翰·克里斯托弗·阿奎利诺接替菲利普·戴维森出任美国印度洋－太平洋司令部司令。